# Liczą się tylko Frankliny
Liczą się tylko Frankliny (ang. All About the Benjamins) – amerykańsko-niemiecka komedia sensacyjna z 2002 roku w reżyserii Kevina Braya.

## Fabuła
Łowca nagród Bucum (Ice Cube) ściga oszusta Reggiego Wrighta (Mike Epps), który łamie zasady zwolnienia warunkowego. Trafiają do opuszczonego magazynu. Okazuje się, że są w nim ukryte skradzione diamenty. Dotychczasowi wrogowie decydują się na współpracę. Postanawiają przywłaszczyć sobie skradzione kamienie i podzielić się zyskiem.

## Obsada
- Ice Cube: Bucum
- Mike Epps: Reggie Wright
- Tommy Flanagan: Williamson
- Carmen Chaplin: Ursula
- Eva Mendes: Gina
- Valarie Rae Miller: Pam
- Anthony Giaimo: Martinez
- Jeff Chase: Mango
- Roger Guenveur Smith: Julian Ramose
- Gino Salvano: Mickey
- Tony Ward: TJ
- Dominic Chianese junior: Roscoe
- Anthony Michael Hall: Lil J
- Antoni Corone: kapitan Briggs
- Bob Carter: pan Barkley